# Ван Авермат, Грег
Грег Ван Аверма́т (нидерл. Greg Van Avermaet; род. 17 мая 1985, Локерен, Бельгия) — бельгийский профессиональный шоссейный велогонщик. Олимпийский чемпион 2016 года в групповой гонке. Многократный победитель гонок Мирового тура UCI.

## Карьера

### Детство и любительская карьера
Грег Ван Авермает родился в семье велосипедистов; его отец, дедушка и прадедушка были профессиональными гонщиками. Заниматься велоспортом Грег начал в возрасте 19 лет, до этого играя в футбол в качестве вратаря футбольного клуба Беверен. В 2006 году, в 21 год, он стал чемпионом Бельгии среди любителей, выступая за любительскую команду Bodysol-Win For Life-Jong Vlaanderen.

### 2007—2010: Silence / Omega Pharma-Lotto

#### 2007
В 2007 году Ван Авермат подписал свой первый профессиональный контракт с командой мирового тура Predictor-Lotto и выиграл четыре гонки в свой дебютный год. На Туре Катара, его первой профессиональной гонке за свою новую команду, он выиграл 5-й этап в спринте с группы отрыва, за которым последовал ряд хороших финишей в небольших гонках. Его результаты обеспечили ему место в составе команды на Тур Фландрии и Париж — Рубе. На последней он занял 29-е место. Несколько месяцев спустя он выиграл этап на Туре Валлонии, а также однодневные гонки Тур Хейнлайта в Германии и Мемориал Рика Ван Стенбергена в Бельгии. В конце сезона Грег принял участие на своем первом Чемпионате мира, финишировав 63-м в групповой гонке.

#### 2008
2008 стал для Ван Авермата годом прорыва. Он занял третье место на E3 Харелбеке, сумев отобраться в отрыв, и 8-м на своем втором Туре Фландрии. В мае он выиграл арденнский этап на Туре Бельгии, но не сумел удержать майку лидера гонки и занял в итоге второе место в общем зачете, уступив Стейну Девольдеру. Позже он стал 4-м в групповой гонке на Чемпионате Бельгии.
Летом Ван Авермат выиграл этапы на Туре Валлонии и Тур де л'Айн, а также занял 7-е место на Гран-при Плуэ, после чего впервые принял участие в Гранд-туре — Вуэльте Испании. Дебют вышел замечательным. На 9-м этапе гонки с финишем в Сабиньяниго он выиграл спринт с группы отрыва (11 гонщиков), опередив Давиде Ребеллина. Попав ещё несколько раз в 10-ку сильнейших на следующих этапах, Грегу, в итоге, удалось выиграть очковую классификацию Вуэльты, набрав больше очков чем испанцы Альберто Контадор и Алехандро Вальверде. Через неделю он занял 17-е место в групповой гонке на Чемпионате мира в Варесе. В конце 2008 года бельгийские журналисты вручили ему премию «Flandrien of the Year», как лучшему бельгийскому велогонщику сезона.

#### 2009
2009 год оказался трудным. Ван Авермат одержал только одну победу на Хейстсе Пейл; также несколько раз он был близок к виктории. В июле бельгиец впервые стартовал на Тур де Франс, где его лучшими результатами были финиши на 4-м и 7-м местах на последних этапах. В генеральной классификации французского гранд-тура он стал 89-м.

#### 2010
В 2010 году Ван Авермат, по мнению руководства Omega Pharma-Lotto, не мог бороться за победы на больших гонках, поэтому не попал в состав команды на Тур де Франс. На своей второй Вуэльте Испании он занял 49-е место в генерале, после чего принял участие на Чемпионате мира в Австралии. Он финишировал 5-м в спринте, которым закончилась мужская групповая гонка в Джелонге. В конце сезона он заявил, что покинет свою команду Omega Pharma-Lotto.

### 2011: Переход в BMC и победа на Париж — Тур
В 2011 году Ван Авермат подписал контракт с BMC Racing Team. Начав сезон c Тура Катара, далее он провел замечательную кампанию весенних классик, на которых он был одним из самых атакующих гонщиков. Его лучшими результатами стали 9-е место на Милан — Сан-Ремо 7-е на Льеж — Бастонь — Льеж. После весенних классик бельгиец занял второе место на родном Туре Бельгии.
Летом Грег одержал первую победу в своей новой команде — он выиграл этап и очковую классификацию на Туре Австрии. После этого ему удалось победить в общем зачете и на заключительном этапе Тура Валлонии.
На Вуэльте Испании и Энеко Туре Ван Авермат несколько раз финишировал в топ 20. В октябре он одержал свою первую викторию на классике, опередив в спринтерской дуэле Марко Маркато и победив в Париж-Туре. Сезон бельгиец закончил с второго места на Джиро дель Пьемонте и 12-го на Джиро ди Ломбардия.

### 2012—2014: Мистер «Почти»

#### 2012
Весной 2012 года Ван Авермает был одним из главных действующих лиц на классиках, показав несколько сильных выступлений. В начале сезона он стал 5-м на Омлоп Хет Ниувсблад и Страде Бьянке, после чего сосредоточился на брущаточных классиках. На Туре Фландрии он занял 4-е место, выиграв спринт со второй группы на финише в Ауденарде.
Летом он снова пропустил Тур де Франс, а в сентябре был близок к своей первой победе на гонке мирового тура — Гран-при Квебека. Грег атаковал на финальном подъеме Кот-де-ла-Монтань, но к нему сумел переложиться австралиец Саймон Джерранс, который, в итоге, обыграл его в очном спринте. Через пять дней бельгиец снова стал вторым — в этот раз на Гран-при Валлонии, после чего в очередной раз участвовал в групповой гонке на Чемпионате мира в Нидерландах, где занял 25-е место, будучи помощником своего капитана Филиппа Жильбера, который выиграл мировой титул. В конце сезона стал 8-м на Джиро дель Пьемонте и 6-м на Париж-Тур.

#### 2013
В 2013 году Ван Авермает снова попал в топ-10 на нескольких весенних классиках. Он финишировал 5-м на Омлоп Хет Ниувсблад, 6-м на Страде Бьянке, 3-м на Гент — Вевельгем, 7-м на Туре Фландрии, 4-м на Париж — Рубе и 6-м на Брабантсе Пейл, но так и не одержал победу.
Летняя гоночная кампания вышла удачней. Сначала Грегу удалось победить на двух этапах и в общей классификации Тура Валлонии, потом выиграть первый этап Тура Юты, а также попасть в топ-5 на нескольких этапах USA Pro Cycling Challenge в США. На Гран-при Плуэ он был пойман пелотоном за 300 м от финиша после поздней атаки. На канадских классиках бельгиец занял 3-е место на Гран-при Квебека и 4-е на Гран-при Монреаля. Вернувшись в Европу, он стал 23-м в групповой гонке на Чемпионате мира в Флоренции и 19-м на Джиро ди Ломбардия. В конце года, одержав четыре победы за сезон, Ван Авермату, второй раз в карьере была вручена премия «Flandrien of the Year».

#### 2014
Весной 2014 года Ван Авермат провел очередную сильную кампанию на классических гонках, но снова не смог победить ни в одной из них.
На Омлоп Хет Ниувсблад и Туре Фландрии он финишировал вторым, уступив в спринте Иэну Стэннарду и Фабиану Канчелларе соответственно. Летом Грег стартовал на Тур де Франс, где помог своему лидеру Тиджею Ван Гардерену занять 5-е место в общей классификации.
После Тура Ван Авермает занял 8-е место на Классике Сан-Себастьяна и 5-е место в общем зачете Энеко Тура, где также выиграл один из этапов. В сентябре он стал 5-м на Гран-при Квебека, третий год подряд попав в топ-5 на этой гонке и 7-м на Гран-при Монреаля. После этого он выиграл однодневку Гран-при Валлонии, получившей в 2014 году категорию 1.HC. Будучи одним из участников небольшой группы отрыва, состоящей из четырех человек, бельгиец атаковал в финальный подъем и сумел одержать свою вторую победу в сезоне. Три дня спустя ему удалось выиграть Гран-при Импанис–Ван Петегем и таким образом обеспечить себе статус лидера бельгийской сборной на Чемпионате мира в Понферраде, Испания. В групповой гонке Грег был одним из гонщиком лидирующего отрыва, где также находился его однокомандник и соотечественник Филипп Жильбер, но ни он, ни Жильбер не смогли ответить на мощную атаку поляка Михала Квятковского. В итоге Ван Авермат финишировал лишь 5-м. Последней гонкой сезона для бельгийца был Париж-Тур, где он занял 39-е место.
В конце года Грег снова был признан лучшим велогонщиком Бельгии, получив третью премию «Flandrien of the Year».

### 2015: Специалист классик и победа на этапе Тур де Франс
Новый сезон Ван Авермат традиционно начал с гонок на Ближнем Востоке — Тура Катара и Тура Омана, где занял третье место на двух этапах. После очередного попадания в десятку на Омлоп Хет Ниувсблад, он стал вторым на Страде Бьянке, уступив Зденеку Штыбару. Свою первую победу в сезоне Грег одержал на третьем этапе Тиррено — Адриатико, где в спринте в гору был лучше Петера Сагана и Зденека Штыбара. Готовясь к брущаточным классикам, Ван Авермат опасно упал на E3 Харелбеке, тем самым поставив под угрозу участие в апрельских однодневках, но все обошлось. Уже в апреле он показал хорошее выступление на Туре Фландрии, заняв третье место.

## Достижения
| 2007 - Тур Катара - 1-й на этапе 5 - 6-й на Тур Пикардии — Генеральная классификация - 9-й на Тур Бельгии — Генеральная классификация - Тур Валлонии - 1-й на этапе 2 - 1-й на Тур Хейнлайта - 1-й на Мемориал Рика Ван Стенбергена 2008 - 3-й на Тур Катара — Генеральная классификация - 3-й на E3 Харелбеке - 7-й на Тур Пикардии — Генеральная классификация - 2-й на Тур Бельгии — Генеральная классификация - 1-й на этапе 3 - 2-й на Тур Валлонии — Генеральная классификация - 1-й на этапе 3 - Тур де л'Айн - 1-й на этапе 2 - Вуэльта Испании - 1-й — Очковая классификация - 1-й на этапе 9 2009 - 5-й Тур Бельгии — Генеральная классификация 2010 - 9-й Тур де л'Айн — Генеральная классификация - 5-й на Чемпионат мира — групповая гонка 2011 - 2-й на Тур Бельгии — Генеральная классификация - Тур Австрии - 1-й — Очковая классификация - 1-й на этапе 6 - 1-й на Тур Валлонии — Генеральная классификация - 1-й на этапе 5 - 2-й на Классика Сан-Себастьяна - 1-й на Париж — Тур - 2-й на Джиро дель Пьемонте | 2012 - 2-й на Гран-при Квебека - 2-й на Гран-при Валлонии 2013 - 3-й на Тур Катара — Генеральная классификация - 1-й на этапе 2 (TTT) - 3-й на Гент — Вевельгем - 1-й на Тур Валлонии — Генеральная классификация - 1-й — Очковая классификация - 1-й на этапах 3, 5 - Тур Юты - 1-й на этапе 1 - 2-й на Гран-при Квебека - 3-й на Бенш — Шиме — Бенш 2014 - 2-й на Омлоп Хет Ниувсблад - 2-й на Тур Фландрии - 5-й на Энеко Тур — Генеральная классификация - 1-й на этапе 5 - 1-й на Гран-при Валлонии - 1-й на Гран-при Импанис–Ван Петегем - 5-й на Чемпионат мира — групповая гонка 2015 - 2-й на Страде Бьянке - Тиррено — Адриатико - 1-й на этапе 3 - 3-й на Тур Фландрии - 3-й на Париж — Рубе - 1-й на Тур Бельгии — Генеральная классификация - 1-й на этапе 4 - 3-й на Чемпионат Бельгии — групповая гонка - Тур де Франс - 1-й этапах 9 (TTT), 13 - 2-й на Энеко Тур — Генеральная классификация - 3-й на Париж — Тур | 2016 - 3-й на Тур Катара — Генеральная классификация - 1-й на Омлоп Хет Ниувсблад - 1-й на Тиррено — Адриатико — Генеральная классификация - 1-й этапах 1 (TTT), 6 - 3-й на Чемпионат Бельгии — групповая гонка - Тур де Франс - 1-й на этапе 5 - 1-й на Олимпийские игры 2016 — групповая гонка - 2-й на Гран-при Квебека - 1-й на Гран-при Монреаля - 4-й на Энеко Тур — Генеральная классификация - 1-й на этапе 5 (TTT) - 10-й на Чемпионат мира — групповая гонка 2017 - Вуэльта Валенсии - 1-й на этапе 1 (TTT) - Тиррено — Адриатико - 1-й на этапе 1 (TTT) - 1-й на Омлоп Хет Ниувсблад - 2-й на Страде Бьянке - 1-й на E3 Харелбеке - 1-й на Гент — Вевельгем - 2-й на Тур Фландрии - 1-й на Париж — Рубе |

## Статистика выступлений
Групповая гонка
|                   | 2007 | 2008 | 2009 | 2010 | 2011 | 2012 | 2013 | 2014 | 2015 | 2016 | 2017 | 2018 |
| ----------------- | ---- | ---- | ---- | ---- | ---- | ---- | ---- | ---- | ---- | ---- | ---- | ---- |
| Олимпийские игры  |      | —    |      |      |      | 92   |      |      |      | 1    |      |      |
| Чемпионат мира    | 63   | 17   | 44   | 5    | 175  | 25   | 23   | 5    | 23   | 10   | 6    | 50   |
| Чемпионат Бельгии | 30   | —    | 4    | —    | 27   | 27   | 7    | 9    | 3    | 3    | 62   | 14   |

### Гранд Туры
| Гранд-Тур00000 00000 000 | 2008 | 2009 | 2010 | 2011 | 2012 | 2013 | 2014 | 2015 | 2016 | 2017 | 2018 |
| Джиро д'Италия           | —    | —    | —    | —    | —    | —    | —    | —    | —    | —    | —    |
| Тур де Франс             | —    | 89   | —    | —    | —    | —    | 38   | DNF  | 44   | 58   | 28   |
| Вуэльта Испании          | 66   | —    | 49   | 83   | —    | —    | —    | —    | —    | —    | —    |

### Однодневки
| Монументальные гонки     |      |      |      |      |      |      |      |      |      |      |      |      |      |
| Гонка                    | 2007 | 2008 | 2009 | 2010 | 2011 | 2012 | 2013 | 2014 | 2015 | 2016 | 2017 | 2018 | 2019 |
| Милан — Сан-Ремо         | —    | 53   | 13   | 47   | 9    | 69   | 36   | 25   | 19   | 5    | 21   | 17   | 42   |
| Тур Фландрии             | —    | 8    | 35   | 39   | 22   | 4    | 7    | 2    | 3    | DNF  | 2    | 5    | 10   |
| Париж — Рубе             | 29   | 27   | 38   | 27   | —    | —    | 4    | 17   | 3    | —    | 1    | 4    | 12   |
| Льеж — Бастонь — Льеж    | —    | —    | —    | —    | 7    | 73   | 63   | —    | —    | —    | 11   | —    |      |
| Джиро ди Ломбардия       | —    | —    | —    | 16   | 12   | 17   | 19   | —    | —    | DNF  | —    | —    |      |
| Классические гонки       |      |      |      |      |      |      |      |      |      |      |      |      |      |
| Гонка                    | 2007 | 2008 | 2009 | 2010 | 2011 | 2012 | 2013 | 2014 | 2015 | 2016 | 2017 | 2018 | 2019 |
| Омлоп Хет Ниувсблад      | 84   | -    | 4    | 108  | 30   | 5    | 5    | 2    | 6    | 1    | 1    | 50   | 2    |
| Кюрне — Брюссель — Кюрне | —    | —    | —    | DNF  | 81   | 101  | —    | 24   | 69   | 74   | 7    | 56   | —    |
| Страде Бьянке            | —    | —    | —    | 13   | 9    | 5    | 6    | —    | 2    | 6    | 2    | 34   | 6    |
| E3 Харелбеке             | 89   | 3    | 28   | 26   | —    | 26   | 24   | 10   | 88   | DNS  | 1    | 3    | 3    |
| Гент — Вевельгем         | —    | —    | —    | —    | 13   | 3    | —    | 8    | 36   | 9    | 1    | 14   | 20   |
| Дварс дор Фландерен      | —    | 74   | —    | 11   | 22   | —    | —    | —    | —    | 32   | —    | 8    |      |
| Брабантсе Пейл           | —    | —    | —    | 8    | 15   | 5    | 6    | —    | —    | —    | —    | —    |      |
| Амстел Голд Рейс         | —    | 84   | —    | —    | 24   | 36   | —    | 16   | 40   | 5    | 12   | 14   |      |
| Классика Сан-Себастьяна  | —    | —    | —    | 11   | 2    | 13   | 18   | 8    | DNF  | 5    | 8    | 4    |      |
| Классика Гамбурга        | 8    | 79   | 65   | —    | —    | 38   | —    | —    | —    | —    | 30   | —    |      |
| Бретань Классик          | —    | 7    | —    | 24   | —    | 37   | 71   | 76   | —    | 46   | 10   | —    |      |
| Гран-при Квебека         | —    | —    | —    | —    | —    | 2    | 3    | 5    | 10   | 2    | 2    | 2    |      |
| Гран-при Монреаля        | —    | —    | —    | —    | —    | 14   | 4    | 7    | 37   | 1    | 7    | 3    |      |
| Париж — Тур              | 48   | 132  | 14   | 16   | 1    | 6    | 48   | 39   | 3    | 77   | —    | —    |      |

| —   | Не участвовал  |
| DNF | Не финишировал |